# Pierre Bailly
Pierre Bailly (8 de marzo de 1889 - 27 de enero de 1973) fue un arquitecto francés. En Los Ángeles 1932 ganó la medalla de oro en los concursos de arte de los Juegos Olímpicos de Verano junto con Gustave Saacké y Pierre Montenot por su diseño "Toros Cirque pour" ("Circo para corridas de toros"). En los años 1930 participó en varios proyectos arquitectónicos en Venezuela, incluyendo el Museo de Antropología e Historia de Maracay.